# Camp de Bolzano
 (mars 2016).
Si vous disposez d'ouvrages ou d'articles de référence ou si vous connaissez des sites web de qualité traitant du thème abordé ici, merci de compléter l'article en donnant les références utiles à sa vérifiabilité et en les liant à la section « Notes et références ».
Le camp de transit de Bolzano, ou Bolzano-Gries (en italien : Campo di transito di Bolzano, en allemand : Polizei- und Durchgangslager Bozen) est un camp de concentration nazi à Bolzano en Italie qui a fonctionné de l'été 1944 au 29 avril 1945. C'est, avec le camp de Fossoli, celui de Borgo San Dalmazzo dans le Piémont, et celui de Risiera di San Sabba à Trieste, un des quatre lager nazis d'Italie.

## Historique
Depuis le 8 septembre 1943, la ville de Bolzano est devenue la capitale de la zone d'opérations des Préalpes (OZAV), directement placée sous le contrôle de l'Allemagne nazie. Lorsque le camp de Fossoli a été démantelé, le camp de Bolzano devient un camp de transit pour les camps de concentration et les centres d'extermination nazis tels Mauthausen, Flossenbürg, Auschwitz, Dachau et Ravensbrück.
Il entre en activité pendant l'été 1944, les locaux sont d'anciens entrepôts qui servaient au génie de l'armée italienne. Entre 9 000 à 11 000 personnes furent détenues dans ce camp en grande majorité des opposants politiques, des Juifs et des Roms. Elles provenaient du nord et du centre de la République sociale italienne, de l'OZAV et de l'OZAK.
La capacité d'accueil originelle est de 1 500 prisonniers ; agrandis, les locaux peuvent, fin 1944, accueillirent 4 000 prisonniers, répartis en plusieurs blocs, identifiés de A à L. Le bloc L était celui réservé aux hommes adultes de confession juive. Le bloc D et E aux prisonniers politiques. Le bloc F aux femmes et aux enfants. Bolzano est également un camp de travailleurs forcés (Außenlager).
Le camp, sous la haute direction de Karl Wolff, est administré par Wilhelm Harster et Karl Friedrich Titho, acteurs clefs de la Shoah en Italie.
Face à l'avancée des forces alliées et l'imminence d'une reddition, la plupart des prisonniers sont libérés par les troupes SS le 29 avril 1945 ; jusqu'au 3 mai, les locaux et les archives sont systématiquement détruits par les SS.

## Procès
Les forces alliées libèrent la ville après le 3 mai et arrêtent plusieurs officiers SS : Heinrich Andergassen, August Schiffer, Albert Storz et Karl Friedrich Titho. En janvier 1946, un tribunal militaire américain condamne à mort Andergassen, Schiffer, et Storz, qui sont pendus à Livourne le 26 juillet suivant. Le jugement retient contre eux l'assassinat des prisonniers de guerre, dont un agent de l'OSS.
Wilhelm Harster est arrêté par les forces britanniques et jugé en 1949, condamné à 12 ans de prison pour crime de guerre, et libéré en 1953. Sous la pression médiatique, il est de nouveau arrêté et jugé en 1967, condamné à 15 ans de prison pour son rôle dans la déportation des juifs italiens vers Auschwitz, puis libéré en 1969. 
Karl Friedrich Titho est traduit en justice en 1951 par les Pays-Bas comme criminel de guerre pour ses activités de directeur de camps de prisonniers au nord de l'Europe occupée. Condamné à 6 ans de prison, il est expulsé vers l'Allemagne en 1953. L'Italie réclame qu'il soit traduit en justice, mais l'Allemagne refuse de livrer Titho. Toutefois, au début des années 1970, un procureur allemand établit des preuves comme quoi Titho est en grande partie responsable du massacre de Cibeno et de la déportation de juifs depuis le camp de Bolzano. Les charges furent cependant abandonnées du fait, à cette époque, de la prescription.
En 1994, les atrocités du camp de Bolzano sont redécouvertes par les médias italiens : très célèbre en Italie, l'acteur italo-américain Mike Bongiorno, qui y fut prisonnier de guerre, témoigne. En 2000, la cour de Vérone condamne à la prison à vie, par contumace, Michael Seifert, caporal SS d'origine ukrainienne, surnommé le « bourreau de Bolzano ».